# Лудвиг III фон Йотинген
Лудвиг III фон Йотинген 'Стари' (на немски: Ludwig II von Oettingen; * ок. 1200/ пр. 1217 в Йотинген; † 24 април 1279) е граф на Йотинген в Швабия, Бавария.
Той е най-малкият син на граф Лудвиг II фон Йотинген († 1225) и съпругата му София (фон Лехсгмюнд) († 1242/1243). Брат е на Конрад II фон Йотинген († 1241/1250).
Той умира преди 24 април 1279 г. и е погребан в Кирххайм.

## Фамилия
Лудвиг III фон Йотинген се жени пр. 28 юни 1241 г. за графиня Маргарета фон Бургау-Берг-Шелклинген († ок. 1244/сл. 1246), дъщеря на граф Хайнрих III фон Берг-Шелклинген († сл. 1241) и Аделхайд фон Шелклинген. Те имат две деца:
- София († ок. 1270), омъжена пр. 15 юли 1260 г. за граф Хайнрих II фон Кастел († сл. 18 март 1307)
- Конрад IV († 22 януари 1276 – 15 февруари 1279), граф на Йотинген, женен пр. 7 май 1275 г. за Агнес фон Вюртемберг (* ок. 1256; † 27 септември 1305)

Лудвиг III се жени втори път пр. 1246/ пр. 18 март 1253 г. за графиня Аделхайд фон Хиршберг (* ок. 1220; † 1274), дъщеря на граф Гебхард V (I) фон Хиршберг и Агнес Матилда фон Вюртемберг. Те имат две деца:
- Лудвиг V (* ок. 1240/1245, † 9 ноември 1313), граф на Йотинген, женен I. пр. 28 юли 1263 г. за бургграфиня Мария фон Цолерн-Нюрнберг (* ок. 1249; † пр. 28 март 1299), II. за неизвестна
- Урсула († 1308), омъжена сл. 1295 г. за граф Албрехт II фон Хоенберг (* 1235, † 17 април 1298)